# Witbandspanner
De witbandspanner (Spargania luctuata) is een vlinder uit de familie Geometridae, de spanners. De voorvleugellengte bedraagt tussen de 14 en 15 millimeter. De soort komt verspreid over Noord- en Midden-Europa, Noord-Azië en het noorden van Noord-Amerika. Hij overwintert als pop.

## Waardplanten
De witbandspanner heeft bosbes en wilgenroosje als waardplanten.

## Voorkomen in Nederland en België
De witbandspanner is in Nederland en België een zeer zeldzame soort. De vlinder kent twee generaties die vliegt van eind april tot in september.